# Горна Поруба
Горна Поруба (словац. Horná Poruba) — село в окрузі Ілава Тренчинського краю Словаччини. Площа села 13,69 км². Станом на 31 грудня 2015 року в селі проживало 1090 людей. Протікає Порубський потік.

## Історія
Перші згадки про село датуються 1355 роком.

## Населення
| Рік:            | 1994. | 2004.   | 2014.   | 2024.   |
| --------------- | ----- | ------- | ------- | ------- |
| Кількість осіб: | 1109  | 1093    | 1073    | 1104    |
| Різниця:        |       | -1,44 % | -1,82 % | +2,88 % |

| Рік:            | 2023. | 2024.   |
| --------------- | ----- | ------- |
| Кількість осіб: | 1110  | 1104    |
| Різниця:        |       | -0,54 % |